# Shaw Brothers Ltd.
Ne doit pas être confondu avec Shaw Brothers.
Shaw Brothers Ltd. est une société singapourienne spécialisée dans la distribution de films de cinéma. Fondée en 1924, elle a longtemps produit et distribué les films de Malay Films Productions (MFP), dont P. Ramlee était l'acteur le plus célèbre.

## Historique
La société a été fondée quand le directeur de Shaw Organisation, Runme Shaw, a racheté Hai Seng Company pour faciliter la distribution et l'exploitation de leurs films. Outre ses propres films, elle distribuait également les productions d'autres studios chinois.
Elle a commencé à distribuer les films MFP en 1947, puis, après la fermeture de cette société en 1968, ceux de Merdeka Film Productions.
Aujourd'hui, 'Shaw Brothers Ltd' est toujours active dans la distribution de film à Singapour, mais depuis la fermeture en 1977 de Merdeka Film Productions en Malaisie, elle ne distribue plus que des films étrangers de studios divers.